# Nybro (comune)
Nybro è un comune svedese di 19 684 abitanti, situato nella contea di Kalmar. Il suo capoluogo è la cittadina omonima.

## Località
Nel territorio comunale sono comprese le seguenti aree urbane (tätort):
| # | Località        | Popolazione |
| - | --------------- | ----------- |
| 1 | Nybro           | 12 598      |
| 2 | Orrefors        | 696         |
| 3 | Alsterbro       | 462         |
| 4 | Örsjö           | 373         |
| 5 | Kristvallabrunn | 262         |
| 6 | Flygsfors       | 255         |
| 7 | Bäckebo         | 241         |
| 8 | Målerås         | 228         |
| 9 | Flerohopp       | 209         |